# Gnucap
Gnucap es un simulador de circuitos electrónicos de propósito general iniciado por Albert Davis en 1993. Es parte del Proyecto GNU. La última versión de desarrollo (en noviembre de 2014) es de abril de 2013 y es perfectamente usable.
Realiza análisis no lineal y de régimen transitorio, análisis de Fourier, y análisis de corriente alterna en torno a un punto de operación. Es completamente interactivo y manejable desde comandos. Se puede correr en modo batch o como server. La salida se genera mientras se simula.